# Mehmet Esat Bülkat
Ne pas confondre avec Essad Pacha, militaire ottoman puis dictateur albanais.
Mehmet Esat Pacha, devenu Mehmet Esat Bülkat avec la loi sur les noms de famille, né le 18 octobre 1862 à Ioannina (Empire ottoman) et mort le 2 novembre 1952 à Istanbul (Turquie), est un militaire et homme politique ottoman, héros de la bataille des Dardanelles avec son frère Vehib Pacha.

## Biographie

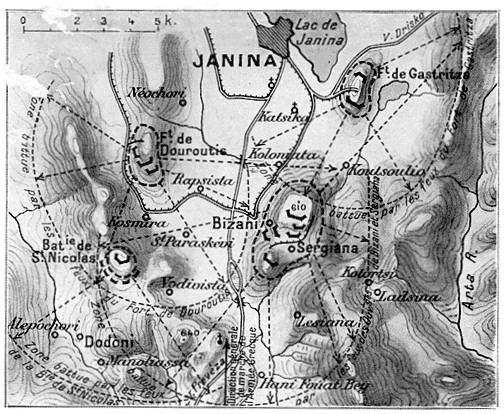
Plan des fortifications ottomanes de Ioannina, L'Illustration, 1913

### Origines
Mehmed Essad naît en 1862 dans une famille albanaise de Ionnina en Épire dans le vilayet de Ioannina, alors une des provinces de l'Empire ottoman en Europe. Sa famille passait pour être d'origine albanaise mais lui-même disait descendre d'un Ouzbek nommé Mehmet Kaçı, fixé dans les Balkans sous le règne de Mourad II (1421-1444). Son père, Mehmet Emin Efendi, a été maire de la ville, et son frère cadet, Mehmed Vehib Pacha (1877-1940), fait également carrière dans l'armée ottomane.
Mehmed Essad étudie à l'École militaire impériale (Mekteb-i Erkân-ı Harbiye-i Şâhâne) d'où il sort officier d'état-major. De 1890 à 1894, il continue sa formation en Allemagne, à l'Académie de guerre de Prusse. Pendant la guerre gréco-turque de 1897, devenu colonel, il commande un régiment. En 1899, il est nommé chef des exercices à l'École  d'état-major. En 1907, il est général et chef d'état-major de la 3e armée à Salonique. En 1911, il commande la 5e division de réserve (redif) à Gallipoli, puis, en 1913, il est nommé à la tête de la 23e division à Ioannina.

### Première Guerre balkanique

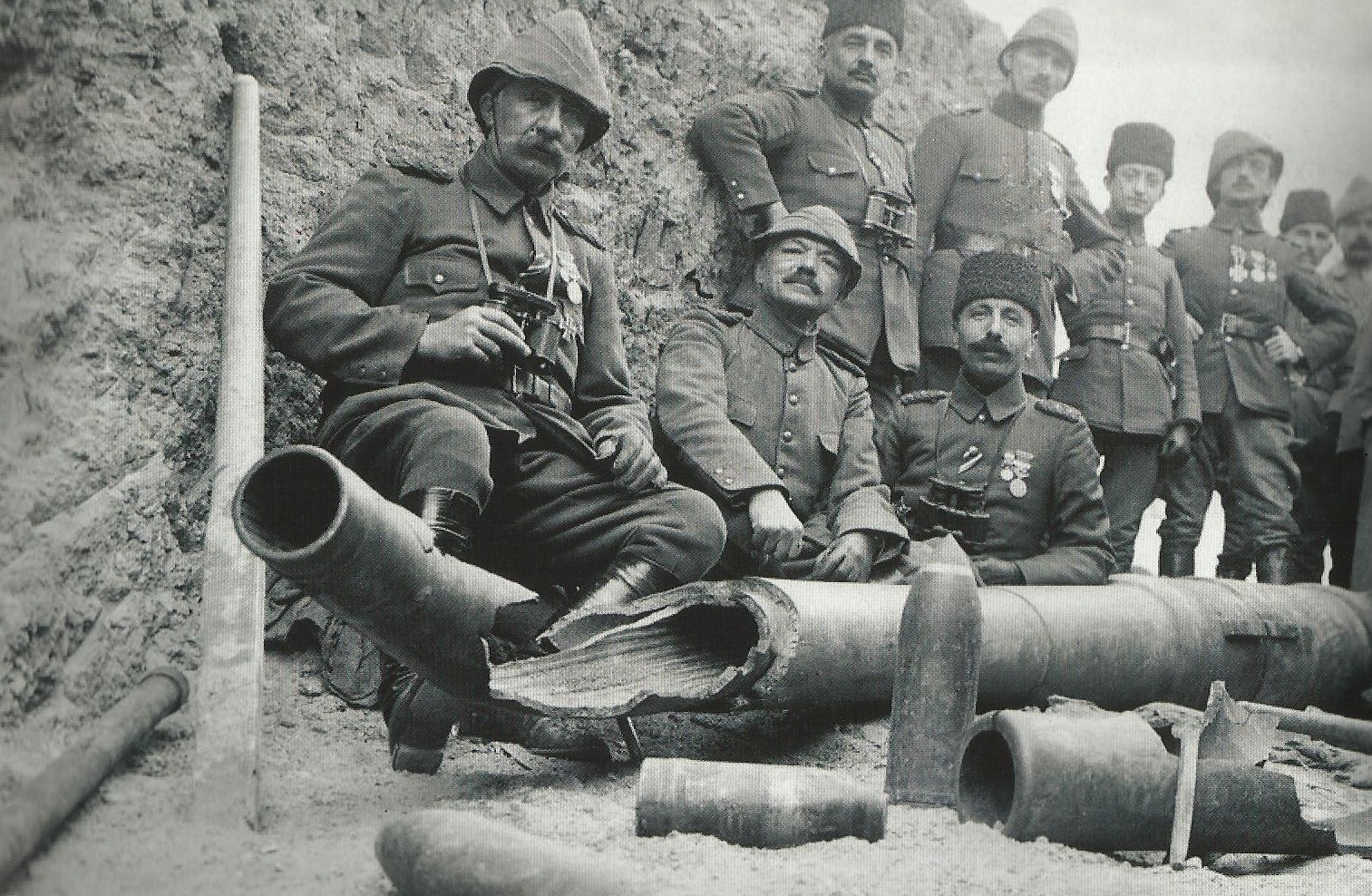
Essad Pacha et ses officiers v. 1914-1918

Pendant la Première Guerre balkanique (1912-1913), Mehmed Essad commande le corps d'armée de Ioannina (en) et résiste pendant plusieurs mois aux offensives de l'armée royale grecque (octobre 1912-mars 1913). Il doit capituler après la bataille de Bizani (4-6 mars 1913) qui laisse aux Grecs la possession de l'Épire. C'est son frère Mehmed Vehib qui présente la reddition de l'armée en son nom.
Mehmed Essad reste en captivité jusqu'au 2 décembre 1913, après la conclusion du traité de Bucarest qui met fin au conflit. Devenu un héros national, il est nommé pacha et reçoit le commandement du IIIe corps (en) à Gallipoli. Son unité, une des mieux entraînées, est pratiquement la seule à remplir rapidement son programme de mobilisation en 1914.

### Première Guerre mondiale

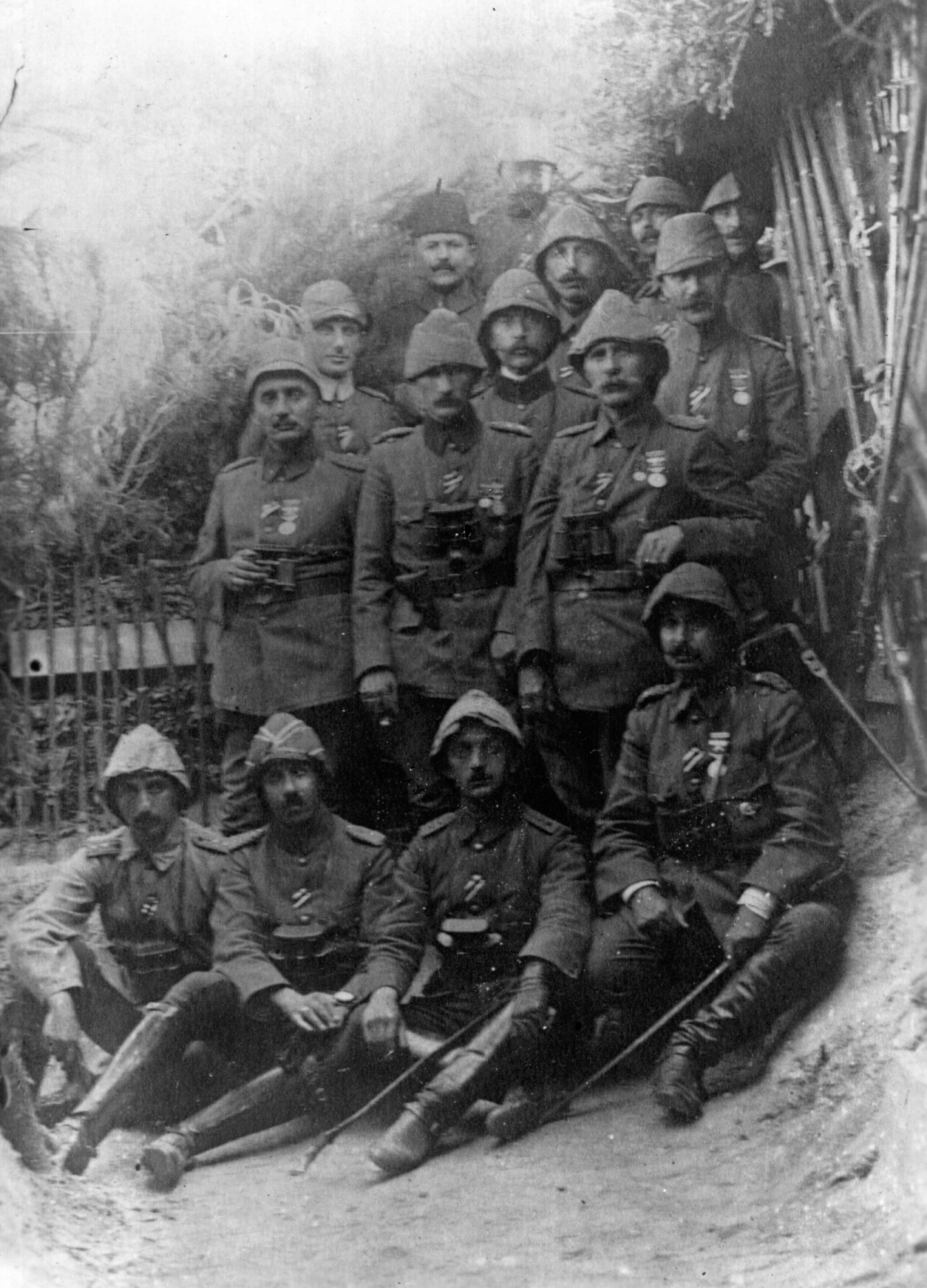
Officiers du IIIe corps, 1915. Debout au premier rang, de g. à dr. : Rushidi Pacha, Mustafa Kemal, Mehmed Essad Pacha

Pendant la Première Guerre mondiale en Orient, Essad Pacha joue un rôle considérable dans la bataille des Dardanelles (avril 1915-janvier 1916) et dirige la défense de Gallipoli, sous les ordres du général allemand Liman von Sanders, chef de la 5e armée (en).
Le 12 octobre 1915, Essad Pacha est nommé commandant de la 1re armée (en) en remplacement de Colmar von der Goltz, muté en Irak pour diriger la campagne de Mésopotamie. Après l'évacuation de Gallipoli par les Britanniques et l'entrée en guerre de la Bulgarie du côté des Empires centraux, Constantinople n'est plus directement menacée et l'effectif de la 1re armée est réduit à deux divisions d'infanterie et une brigade de cavalerie. Vers la fin de 1917, Essad Pacha fait un voyage d'étude en Allemagne.
Le 17 février 1918, il est nommé à la tête de la 5e armée dans le secteur des Dardanelles, et en juin 1918, de la 3e armée, sur le front du Caucase, en remplacement de son frère Vehib Pacha qui vient de subir la défaite de Sardarapat (24-26 mai 1918) face aux Arméniens.
Après la capitulation ottomane à l'armistice de Moudros (30 octobre 1918), Essad Pacha est nommé inspecteur général chargé de la démobilisation de la 2e armée. Il prend sa retraite le 22 novembre 1919.

### Dernières années
Essad Pacha est ministre de la marine dans le bref gouvernement de Salih Hulusi Pacha (en) (8 mars-5 avril 1920). En 1934, en application de la loi sur les noms de famille, il prend le nom de Bülkat. Il meurt à Istanbul en 1952.
Une sélection de ses mémoires est publiée en 1975 sous le titre de Mémoires d'Essad Pacha sur les Dardanelles (Esat Paşa'nın Çanakkale Anıları).

## Sources et bibliographie
- (en) Cet article est partiellement ou en totalité issu de l’article de Wikipédia en anglais intitulé « Mehmet Esat Bülkat » (voir la liste des auteurs) dans sa version du 8 juin 2017.